# Volksvertretungsrat der Republik Indonesien
Der Volksvertretungsrat der Republik Indonesien (indonesisch: Dewan Perwakilan Rakyat Republik Indonesia, DPR-RI) ist eine von zwei gewählten nationalen gesetzgebenden Versammlungen in Indonesien. 2014 gab es 560 Mitglieder, 2019 wurden nun 575 Abgeordnete gewählt und 2024 waren es bereits 580.

## Geschichte
1915 bereisten Mitglieder der indonesischen nationalistischen Organisation Budi Utomo die Niederlande, um für die Einrichtung einer eigenständigen Legislative für Niederländisch-Indien zu werben, und im Dezember 1916 wurde ein Gesetzentwurf zur Einrichtung eines Volksraad (Volksrat) verabschiedet. Er trat zum ersten Mal im Jahr 1918 zusammen. Im Jahr 1925 erhielt der Volksraad einige legislative Befugnisse. Er musste dem Haushalt und der internen Gesetzgebung zustimmen und konnte eigene Gesetze einbringen. Er hatte jedoch keine Befugnis, den Generalgouverneur abzusetzen, und blieb damit eher symbolisch. 1942 wurde der Volksraad nach der japanischen Invasion Indonesiens aufgelöst.
Während des Indonesischen Unabhängigkeitskriegs übte das Zentralindonesische Nationalkomitee (Komite Nasional Indonesia Pusat) die Rolle eines Gremiums zur Unterstützung des Präsidenten aus. Nach einem Abkommen mit den niederländischen Kolonialherren wurden im Dezember 1949 die Vereinigten Staaten von Indonesien gegründet. Der Staat führte ein Zweikammersystem ein, mit einem 150-köpfigen Volksvertretungsrat und einem Senat mit zwei Vertretern aus jedem der 16 Teilgebieten Indonesiens. Der Volksvertretungsrat trat am 15. Februar 1950 zu seiner ersten Sitzung zusammen. Nach der Gründung der unitären Republik Indonesien im August 1950 wurde der Senat abgeschafft und der Volksvertretungsrat zur einzigen Parlamentskammer.
Der Volksvertretungsrat blieb bis 1959 eine lebhafte und demokratische Volksvertretung, bis Sukarno das Parlament auflösen ließ und eine autoritäre Herrschaft etablierte. Im neuen Volksvertretungsrat konnte er Abgeordnete willkürlich ernennen und entlassen. Die Zuständigkeiten und Aufgaben des Parlaments wurden drastisch beschnitten, da es darauf reduziert wurde, die Regierung bei der Umsetzung ihrer Politik zu unterstützen. Erst nach dem Sturz von seinem Nachfolger Suharto wurden 1998 wieder freie Wahlen durchgeführt. Von den 500 Abgeordneten wurden 462 gewählt, während 38 Sitze dem Militär/Polizei vorbehalten blieben. Bei den Wahlen 2004 wurden alle 550 Abgeordnete gewählt.

## Aufteilung
2024 sind folgende 9 Parteien im Haus vertreten.
| Partei                                               | Abgeordnete |
| ---------------------------------------------------- | ----------- |
| Demokratische Partei des Kampfes Indonesiens (PDI-P) | 110         |
| Golkar                                               | 102         |
| Partei der Bewegung Großes Indonesien                | 86          |
| NasDem                                               | 69          |
| Partei des Nationalen Erwachens (PKB)                | 68          |
| Gerechtigkeits- und Wohlfahrtspartei (PKS)           | 53          |
| Partai Amanat Nasional (PAN)                         | 48          |
| Demokratische Partei (PD)                            | 44          |

## Wahlsystem
Die Abgeordneten werden in Wahlkreisen mit mehreren Sitzen durch Wahlen mit offenen Listen nach Verhältniswahl gewählt, und die Sitzverteilung erfolgte nach der Sainte-Laguë-Methode. Es gibt eine Geschlechterquote, nach der mindestens 30 % der registrierten Kandidaten Frauen sein müssen. Die Sperrklausel für Parteien beträgt 4 % der Stimmen.

## Befugnisse
Der Volksvertretungsrat hat drei Hauptfunktionen: Gesetzgebung, Haushaltsplanung und Kontrolle. So muss der Volksvertretungsrat den vom Präsidenten vorgeschlagenen Haushaltsentwürfen zustimmen und ist für die Prüfung der Finanzen zuständig. Gemeinsam mit dem Präsidenten ist der Volksvertretungsrat maßgeblich an der Gesetzgebung beteiligt. Er besitzt auch eine gewisse Unabhängigkeit gegenüber dem Präsidenten, da dieser nicht befugt ist, den Volksvertretungsrat aufzulösen und er außerdem hat das Recht, die Regierung auf Rechtsverstöße zu prüfen. Gleichzeitig hat die Legislative keine vollständige Kontrolle über den Präsidenten, der im Präsidialsystem Indonesiens eine starke Position hat.